# Фаунистика
Фауни́стика — раздел зоогеографии, посвященный изучению фаун Земли. Собирает фактический материал для выделения и установления зоогеографических регионов различного ранга (областей, подобластей, провинций и т. д.). Строит ареалы отдельных видов животных.

## Задачи
- Составление списков видов животных, образующих конкретные фауны, и их анализ.
- Выделение фаунистических элементов, характеризующихся общностью распространения или происхождения.

Фаунистика не является описательной зоогеографией, так как анализ фаун также составляет её предмет.